# Waldo (roman)
Pour les articles homonymes, voir Waldo.
Waldo (titre original : Waldo) est un roman court de science-fiction de Robert A. Heinlein paru en 1942 sous le pseudonyme Anson MacDonald puis traduit en français et publié aux éditions Le Bélial' en 2019. Il a obtenu le prix Hugo du meilleur roman court 1943 (attribué rétrospectivement en 2018).

## Résumé
James Stevens, ingénieur en chef du trafic à la North American Power-Air (NAPA), fait face à une crise sans précédent : de plus en plus de véhicules dont les moteurs fonctionnent grâce à la transmission d'énergie sans fil subissent des avaries que personne ne parvient à expliquer. En désespoir de cause, James propose à sa direction de demander de l'aide à Waldo Farthingwaite-Jones, un inventeur extrêmement brillant mais en froid avec la NAPA à cause d'un problème de violation de brevet. James pense pouvoir amadouer Waldo par l'intermédiaire du docteur Augustus Grimes, un ami commun.
Waldo est né atteint de myasthénie : il n'est même pas capable de lever la tête pour boire ou de tenir une cuillère. Loin de le détruire, cela a affûté et canalisé son intelligence afin d'améliorer ses conditions de vie ; il a investi l'argent de sa famille dans le développement d'un dispositif breveté appelé « le pantographe synchrone par reproduction de mouvement ». Portant un gant et un harnais, Waldo peut contrôler une main mécanique beaucoup plus puissante en bougeant simplement sa main et ses doigts. Ceci et d'autres technologies qu'il développe font de lui un homme riche, suffisamment pour se faire construire une maison dans l'espace, où l'absence de gravité lui permet de se déplacer malgré sa faiblesse.
James Stevens et le docteur Grimes rendent visite à Waldo. James ne parvient pas à le convaincre d'aider la NAPA à résoudre son problème de moteur. Au moment du départ, Grimes s'isole avec Waldo, lui indiquant d'où vient sa nourriture et ainsi de suite afin de lui monter qu'une catastrophe de grande échelle sur la Terre lui serait forcément défavorable. Waldo accepte à contrecœur d'étudier le problème, mais Grimes insiste sur une dernière condition : Waldo doit étudier l'effet de la transmission d'énergie sans fil sur les humains. Grimes constate en effet un lent affaiblissement du corps humain et il suspecte le secteur de l'énergie radiante.
Waldo ne parvient pas à trouver d'explications aux problèmes moteur de la NAPA. Cependant, un évènement étrange ayant eu lieu sur la Terre et qui lui a été rapporté va le mettre sur la voie : un guérisseur appelé Papi Schneider est parvenu à modifier le comportement d'un récepteur deKalb, chargé de la réception de l'énergie, simplement par imposition des mains. Waldo se rend compte qu'il doit apprendre ce qui est arrivé. Schneider ne souhaitant pas utiliser de moyens de locomotion modernes, il refuse de quitter son domicile. Waldo se résout alors à retourner sur Terre, une expérience qu'il redoute. Véhiculé dans un vaisseau médicalisé, en présence du docteur Grimes, il est allongé dans un lit à eau puis transporté ainsi jusqu'à la maison de Schneider. Ce dernier pense qu'il devrait pouvoir se lever et marcher, mais Waldo proteste contre cela. Schneider lui dit qu'il doit « saisir le pouvoir ». Selon Schneider, « l'Autre Monde qui est tout proche regorge de pouvoir », n'attendant que quelqu'un pour l'attraper. À la suite de l'imposition des mains de Schneider sur Waldo, ce dernier ressent effectivement un sentiment de chaleur puis de bien-être et est ensuite capable de lever une tasse de café d'une main pour la première fois de sa vie.
Une fois retourné dans sa maison en orbite, Waldo pense tout d'abord que son voyage a été du temps perdu. Il essaie néanmoins les méthodes de Schneider sur un récepteur deKalb défaillant. À son grand étonnement, il commence à fonctionner de la même manière que ceux réparés par Schneider. Dans un premier temps, Waldo est déstabilisé par l'impossibilité scientifique à laquelle il a pris part. Il parvient néanmoins à passer outre et, plus tard, il se rend compte que les problèmes de Stevens et de Grimes sont liés. La puissance radiante affecte le système nerveux humain. Les gens se sentent faibles, délabrés, agités, et en quelque sorte transfèrent leur malaise aux récepteurs deKalb. Il comprend également que les récepteurs deKalb réparés fonctionnent sans pouvoir de diffusion. Apparemment, ils tirent leur énergie de « l'Autre Monde ». Waldo décide d'utiliser ce fait pour se venger. Convoquant les représentants de la NAPA chez lui, il démontre qu'il peut réparer les récepteurs deKalb et il affirme pouvoir former d'autres personnes pour le faire. Les réparations sont complètement fiables, affirme-t-il. Ayant reçu la reconnaissance officielle qu'il a rempli son contrat, il dévoile le « Jones-Schneider-deKalb », un engin qui semble tirer son pouvoir de nulle part. Il leur dit qu'avec cela, il peut mettre la NAPA en faillite car l'énergie devient gratuite. Bien entendu, la NAPA offre un règlement dont Waldo profite énormément.
Finalement, Waldo se rend compte qu'il peut lui-même puiser sa force dans « l'Autre Monde ». Il incite Grimes et Stevens à le ramener de nouveau sur Terre et, en sortant de l'appareil en marchant, il provoque presque une crise cardiaque chez Grimes.
Quelque temps plus tard, Waldo est devenu un danseur professionnel, capable d'exploits sur scène d'une virtuosité inégalée, mais également un neurochirurgien. Son assistant principal est l'ancien président du conseil d'administration de la NAPA.